# Guerra in Afghanistan (2001-2021)
La guerra in Afghanistan, iniziata il 7 ottobre 2001, ha visto l'avvio delle ostilità con l'invasione del territorio controllato dai talebani, da parte dei gruppi afghani loro ostili dell'Alleanza del Nord, mentre gli USA e la NATO hanno fornito, nella fase iniziale, supporto tattico, aereo e logistico. Nella seconda fase, dopo la conquista di Kabul, le truppe occidentali, statunitensi e britannici in testa, hanno incrementato la loro presenza anche a livello territoriale per sostenere il nuovo governo afghano: operazione Enduring Freedom.
L'amministrazione Bush ha giustificato l'invasione dell'Afghanistan, nell'ambito della guerra al terrorismo, seguita agli attentati dell'11 settembre 2001, con lo scopo di distruggere Al Qaida e di catturare o uccidere Osama bin Laden, negando all'organizzazione terroristica la possibilità di circolare liberamente all'interno dell'Afghanistan attraverso il rovesciamento del regime talebano. A dieci anni dall'invasione, il 2 maggio 2011, le forze statunitensi hanno condotto un'incursione in Pakistan ad Abbottabad, vicino ad Islamabad, uccidendo, nel suo rifugio, il leader di Al Qaida, Osama bin Laden.
A partire dall'invasione dell'Iraq del 2003, la guerra in Afghanistan ha perso priorità tra gli obiettivi dell'amministrazione degli Stati Uniti, riacquistandola solo a partire dal 2009 sotto l'amministrazione Obama. A partire dal 2015, l'operazione della NATO ISAF è stata sostituita dall'operazione Sostegno Risoluto, tesa a continuare l'aiuto al governo afghano con un minor numero di truppe, nel contesto di un aumento delle offensive dei talebani.
Nel maggio 2021 venne avviato il ritiro dall'Afghanistan delle ultime truppe statunitensi e della coalizione NATO. In concomitanza con tale ritiro, le forze talebane lanciarono attacchi in diverse aree del Paese, riconquistandone la parte settentrionale. Il 15 agosto i talebani entrarono nella capitale Kabul. Il presidente afghano Ashraf Ghani fuggì inizialmente in Uzbekistan o in Tagikistan, per trovare poi rifugio negli Emirati Arabi Uniti.
Si stima che la guerra abbia ucciso circa 176 000 persone, inclusi 46 319 civili. Negli anni successivi all'invasione del 2001, più di 5,7 milioni di rifugiati sono tornati in Afghanistan, ma quando i talebani sono tornati al potere nel 2021, 2,6 milioni di afghani erano ancora rifugiati e altri 4 milioni erano sfollati interni.

## Le cause scatenanti
(George W. Bush)
A partire dal maggio 1996, Osama bin Laden ed altri membri di al-Qāʿida si stabilirono in Afghanistan e strinsero rapporti di dialogo e collaborazione con il regime talebano del Paese, all'interno del quale furono creati diversi campi di addestramento terroristici.
In seguito agli attentati alle ambasciate statunitensi in Africa del 1998, gli USA lanciarono da alcuni sottomarini un attacco missilistico diretto a questi campi di addestramento, ma gli effetti di tale rappresaglia furono limitati.
Tra il 1999 e il 2000, il Consiglio di sicurezza delle Nazioni Unite approvò due risoluzioni che stabilivano sanzioni economiche e armamenti all'Afghanistan per incoraggiare i Talebani a chiudere i campi di addestramento e a consegnare Bin Laden alle autorità internazionali per rispondere degli attentati del 1998. Gli attentati dell'11 settembre 2001 sancirono un inasprimento dei rapporti fra Stati Uniti e governo talebano. Nonostante inizialmente Osama Bin Laden avesse negato qualsiasi coinvolgimento, la "tesi fondamentalista" non fu mai messa in discussione, venne fatta propria dalla stampa ed avvalorata con successivi rapporti in sede di commissione congressuale.
Il 20 settembre 2001, il presidente degli Stati Uniti George W. Bush lanciò un ultimatum ai talebani, in cui fece le seguenti richieste:
- consegnare tutti i leader di al-Qāʿida presenti in Afghanistan agli Stati Uniti;
- liberare tutti i prigionieri di nazioni straniere, inclusi i cittadini statunitensi;[54]
- proteggere i giornalisti stranieri, i diplomatici e i volontari presenti in Afghanistan;
- chiudere i campi d'addestramento terroristici in Afghanistan e consegnare ciascun terrorista alle autorità competenti;
- garantire libero accesso agli Stati Uniti ai campi d'addestramento per poter verificare la loro chiusura.

I talebani non risposero direttamente a Bush, ritenendo che iniziare un dialogo con un leader politico non musulmano sarebbe stato un insulto per l'Islam. Dunque, per mediazione della loro ambasciata in Pakistan, dichiararono di respingere l'ultimatum in quanto non vi era alcuna prova che legasse Bin Laden agli attentati dell'11 settembre. Il 22 settembre 2001 gli Emirati Arabi Uniti e l'Arabia Saudita decisero di non riconoscere il governo talebano in Afghanistan. Solo il Pakistan continuava a mantenere contatti diplomatici con il paese. Che il 4 ottobre 2001 avessero proposto in segreto al Pakistan la consegna di Bin Laden, e ne avessero proposto il processo in un tribunale internazionale, sottoposto però alle leggi della Shari'a. Si suppone che il Pakistan abbia rifiutato l'offerta. Verso metà ottobre del 2001, i membri moderati del regime talebano incontrarono gli ambasciatori statunitensi in Afganistan per trovare un modo di convincere il Mullah Omar a consegnare Bin Laden agli Stati Uniti. Bush bollò le offerte dei Talebani come "false" e le rifiutò. Il 7 ottobre, poco prima dell'inizio dell'invasione, i Talebani si dichiararono pubblicamente disposti a processare Bin Laden in Afghanistan, ma attraverso un tribunale "islamico". Gli USA rifiutarono anche questa offerta, giudicandola insufficiente.
Solo il 14 ottobre 2001, una settimana dopo lo scoppio della guerra i talebani erano disponibili a consegnare Bin Laden ad un Paese terzo, per un processo, ma solo se fossero state fornite prove del suo coinvolgimento dell'11 settembre 2001.
L'atteggiamento della dirigenza statunitense di fronte alla prospettiva di una guerra, decisamente più "interventista" rispetto ad altre situazioni, così come la velocità del dispiegamento militare e l'immediato accordo raggiunto coi ribelli dell'Alleanza del Nord lasciavano supporre che gli USA avessero pianificato l'invasione dell'Afghanistan ben prima dell'11 settembre. È pur vero però che nessuna nazione nemica degli Stati Uniti era mai riuscita a portare a termine un attacco aereo di queste proporzioni sul suolo statunitense dall'attacco a Pearl Harbor e che l'opinione pubblica statunitense, colpita simbolicamente con un attacco nel cuore del suo paese, chiedeva una risposta militare.
Il 18 settembre 2001 Niaz Naik, ex-ministro degli esteri pakistano, dichiarò che a metà luglio dello stesso anno venne informato da alcuni ufficiali superiori statunitensi che un'azione militare contro l'Afghanistan sarebbe iniziata nell'ottobre seguente. Naik dichiarò anche che, sulla base di quanto detto dagli ufficiali, gli Stati Uniti non avrebbero rinunciato al loro piano neppure nell'eventualità di una consegna immediata di Bin Laden da parte dei Talebani. Naik affermò anche che sia l'Uzbekistan sia la Russia avrebbero partecipato all'attacco, anche se in seguito ciò non si è verificato.
Il Consiglio di sicurezza delle Nazioni Unite approvò due risoluzioni in merito all'attentato terroristico. La risoluzione n. 1368/2001, approvata all'indomani degli attentati dell'11 settembre 2001, qualificava il terrorismo come "minaccia alla pace e alla sicurezza internazionale" (ex art. 39). Qualche giorno dopo, in una nuova seduta, il CdS approvava la risoluzione n. 1374/2001 con la quale rinnovava la condanna del terrorismo ed istituiva un Comitato ONU (il cosiddetto comitato CAT) che aveva lo scopo di imporre agli Stati misure atte a contrastare ogni forma di finanziamento al terrorismo.
Per quanto riguarda la legittimità dell'intervento militare in Afghanistan molti giuristi sostengono che fosse in accordo con il diritto internazionale in quanto atto di legittima difesa (art. 51 ONU). Altri, invece, sostengono che non si potesse avere legittima difesa dal momento in cui essa è possibile solo in conseguenza di un attacco proveniente da uno stato sovrano. Non essendo Al-Qaeda uno Stato allora sembra difficile poter invocare la legittima difesa come motivo legittimante. Altra parte della dottrina sostiene che sebbene la risoluzione ONU non abbia esplicitamente autorizzato l'attacco, dal tenore della stessa e dal riferimento alla minaccia alla pace sia possibile ravvisare una seppur labile autorizzazione implicita. Più pacifico è invece il dibattito sulla legittimità giuridica dell'intervento. Le Nazioni Unite, infatti, in più occasioni hanno avallato la presenza della coalizione NATO in Afghanistan istituendo l'ISAF e nessuno Stato straniero ha mai condannato l'attacco militare in Afghanistan. Si potrebbe quindi ritenere che vi sia stato un consenso internazionale piuttosto ampio sull'intervento.
Nel 2004, i canali occidentali trasmisero un filmato nel quale Osama bin Laden dichiarava che al-Qāʿida era direttamente coinvolta negli attacchi; il filmato non fu mai sconfessato. Il 21 maggio 2006 venne trovato un messaggio audio pubblicato in un sito internet, giudicato come spesso usato da al-Qāʿida, in cui bin Laden ammetteva di aver personalmente addestrato i 19 terroristi dell'11 settembre 2001.

## Cronologia del conflitto

### 2001
Fallite le trattative tra governo statunitense e talebani, domenica 7 ottobre 2001, circa alle ore 20:45 afghane, 16:15 italiane, le forze armate statunitensi e britanniche iniziarono un bombardamento aereo sull'Afghanistan, con l'obiettivo di colpire le forze talebane e di al-Qāʿida. Attacchi furono riscontrati nella capitale Kabul, dove i rifornimenti di elettricità vennero interrotti, a Kandahar, dove risiedeva il capo talebano, il Mullah ʿOmar, e nei campi d'addestramento della città di Jalalabad.
A 45 minuti circa dall'inizio dei bombardamenti, il presidente George W. Bush e il primo ministro britannico Tony Blair confermarono ai loro rispettivi paesi che era in corso un attacco aereo contro l'Afghanistan, ma che i bersagli delle bombe erano esclusivamente militari, e che nel frattempo venivano lanciati anche cibo, medicine e rifornimenti alla popolazione afghana.
All'incirca nello stesso momento, la CNN trasmise in esclusiva le immagini dei bombardamenti di Kabul in tutto il mondo. Non si sa ancora quale fosse l'esercito che attaccò l'aeroporto cittadino, anche se all'epoca si parlò di elicotteri dell'Alleanza del Nord.
Molte diverse tecnologie furono utilizzate nell'attacco. Il generale dell'aviazione statunitense Richard Myers, capo degli Stati Maggiori riuniti, dichiarò che nel corso della prima ondata di bombardamenti furono lanciati circa 50 missili cruise di tipo Tomahawk da parte di sottomarini e bombardieri, tra cui alcuni B-1 Lancer, B-2 Spirit, B-52 Stratofortress e F-16 Fighting Falcon. Due trasporti aerei C-17 Globemaster lanciarono alla popolazione afgana, il primo giorno di guerra, 37 500 razioni giornaliere. I velivoli operavano ad altitudini elevate, al di fuori della portata di tiro della contraerea talebana.
Poco prima dell'attacco il canale satellitare d'informazione in lingua araba del Qatar, Al Jazeera, ricevette un messaggio video pre-registrato di Osama bin Laden. In questo, il leader di al-Qāʿida condannava qualsiasi attacco contro l'Afghanistan, affermando che gli Stati Uniti avrebbero fallito in Afghanistan e poi sarebbero crollati, proprio come l'Unione Sovietica. Bin Laden proclamò dunque una jihād contro gli Stati Uniti.

#### Campagna aerea
Prima dell'inizio degli attacchi aerei, i media ipotizzarono che i Talebani avrebbero potuto usare dei missili antiaerei Stinger di fabbricazione statunitense, residuato bellico della lotta contro l'invasione sovietica degli anni ottanta.
I Talebani non possedevano contraerea: erano solo in possesso di alcuni materiali della precedente guerra abbandonati dalle truppe sovietiche. Pertanto gli elicotteri Apache e diversi altri velivoli poterono operare senza grandi pericoli.
Nel corso dei bombardamenti, nessun aereo statunitense fu abbattuto dal fuoco nemico. In pochi giorni gran parte dei campi d'addestramento furono danneggiati gravemente e l'antiaerea talebana distrutta. Anche la popolazione civile venne pesantemente colpita con l'incedere del conflitto.
Successivamente, gli attacchi furono concentrati su obiettivi di comando, controllo e comunicazione per indebolire le possibilità di comunicazione dei Talebani. Nonostante ciò, a due settimane dall'inizio della guerra i Talebani resistevano ancora sul fronte in cui combatteva l'Alleanza del nord.  L'Alleanza dunque chiese rinforzi aerei sul loro fronte. Nel frattempo migliaia di miliziani Pashtun arrivarono dal Pakistan come rinforzo ai Talebani.
La terza fase dei bombardamenti venne condotta con dei cacciabombardieri F/A-18 Hornet il cui obbiettivo erano attacchi specifici dei trasporti talebani, mentre altri aerei statunitensi lanciarono bombe a grappolo sulla difesa talebana. I talebani rimasero duramente colpiti dai continui attacchi statunitensi, mentre l'Alleanza del nord iniziò ad ottenere importanti risultati. Aerei statunitensi arrivarono persino a bombardare una zona nel cuore di Kandahar controllata dal Mullah ʿOmar. Ma, nonostante tutto, fino agli inizi di novembre la guerra proseguiva a rilento.
Iniziò dunque la quarta fase d'attacco e sul fronte talebano vennero lanciate quasi 7000 tonnellate di bombe BLU-82 da bombardieri AC-130. Gli attacchi ebbero un successo notevole. La scarsa preparazione talebana di fronte ad una guerra combattuta principalmente tramite i bombardamenti esaltò gli esiti di questi ultimi, soprattutto sul piano del morale. I combattenti non avevano precedenti esperienze con la potenza di fuoco statunitense, e spesso stavano addirittura in cima a nude catene montuose dove le Forze Speciali potevano facilmente individuarli e fare intervenire il supporto aereo.
Le milizie talebane vennero decimate e combattenti statunitensi presero il controllo della sicurezza delle città afghane. Intanto, l'Alleanza del Nord, con la collaborazione di membri paramilitari della CIA e delle Forze Speciali, iniziò la sua parte dell'offensiva: conquistare Mazar-i Sharif, tagliare le linee di rifornimento talebane provenienti dal nord e infine avanzare verso Kabul.

#### L'avanzata verso Mazar-i Sharif
Il 9 novembre 2001 iniziò la battaglia di Mazar-i Sharif. Gli USA bombardarono a tappeto la difesa talebana, concentrata nelle gole di Chesmay-i Safa, attraverso le quali si entra nella città. Alle 14, l'Alleanza del nord avanzò da sud e da ovest, occupando la base militare principale della città e l'aeroporto, costringendo dunque i talebani alla ritirata verso la città. Nel giro di sole quattro ore la battaglia era conclusa. I talebani si ritirarono verso sud ed est e Mazar-i Sharif venne conquistata.
Il giorno dopo la città venne data al saccheggio. Miliziani dell'Alleanza del nord che perlustravano la città in cerca di bottino, fucilarono seduta stante numerose persone sospettate di avere simpatie talebane. Venne inoltre scoperto, all'interno di una scuola, un rifugio di circa 520 talebani provati dai combattimenti, per lo più provenienti dal Pakistan. Anch'essi vennero sommariamente giustiziati.
Sempre lo stesso giorno, l'Alleanza progredì rapidamente in direzione nord. La caduta di Mazar-i Sharif aveva portato alla resa diverse posizioni talebane. Molti comandanti talebani decisero di cambiare fazione piuttosto che morire. Molte delle loro truppe di prima linea erano state aggirate e circondate nella città settentrionale di Kunduz, dato che l'Alleanza del nord li aveva superati puntando a sud. Anche nel sud la loro tenuta pareva compromessa. La polizia religiosa interruppe i propri regolari pattugliamenti. Sembrava che il regime sarebbe collassato nel giro di poco tempo.

#### La seconda caduta di Kabul
Nella notte del 12 novembre 2001 le forze talebane, col favore dell'oscurità, abbandonarono Kabul. L'esercito dell'Alleanza giunse presso la città nel pomeriggio successivo, trovando una resistenza di circa una ventina di soldati nascosti nel parco cittadino. Ora anche Kabul era in mano alleata.
Nel giro di 24 ore dalla caduta di Kabul, vennero prese anche tutte le province lungo il confine iraniano, tra cui anche la città di Herat. I comandanti pashtun locali e gli alleati controllavano ormai il nord-ovest del paese, inclusa Jalalabad. Quel che restava dell'esercito talebano e dei volontari pakistani si ritirò a nord, verso Konduz, e a sud-est, verso Kandahar, per preparare la difesa ad oltranza.
Circa 2 000 membri di al-Qāʿida e dei talebani, tra cui forse anche lo stesso bin Laden, si raggrupparono nelle caverne delle montagne di Tora Bora, 50 chilometri a sud-ovest di Jalalabad. Il 16 novembre 2001 l'aviazione statunitense iniziò a bombardare la zona, mentre la CIA e le forze speciali reclutarono alcuni capi tribali locali che avrebbero partecipato a un imminente attacco alle caverne.

#### La caduta di Konduz
Sempre il 16 novembre 2001 iniziò l'assedio di Konduz, che proseguì con nove giorni di combattimenti terrestri e aerei. I talebani all'interno della città si arresero tra il 25 e il 26 novembre 2001. Poco prima della resa alcuni velivoli pakistani evacuarono diverse centinaia di soldati e membri dell'intelligence del Pakistan inviati in aiuto al regime talebano contro l'Alleanza del nord prima dell'invasione statunitense.
Si crede che almeno 5 000 persone in totale siano state fatte evacuare dalla regione, tra cui anche truppe di al-Qāʿida e dei talebani, alleate ai pakistani in Afghanistan.

#### La rivolta di Qala-i Jangi
Il 25 novembre 2001, mentre alcuni prigionieri catturati nel corso della battaglia di Konduz venivano condotti alla fortezza medievale di Qala-i Jangi, nei pressi di Mazar-i Sharif, i talebani attaccarono le forze dell'Alleanza del nord. Questo attacco portò alla rivolta di 8000 prigionieri i quali occuparono l'ala sud in cui era presente un deposito di armi leggere. Un agente della CIA, Johnny Micheal Spann, venne ucciso mentre stava interrogando dei prigionieri, divenendo così la prima vittima statunitense della guerra.
La rivolta venne sedata dopo sette giorni di combattimenti attraverso gli sforzi di un'unità dell'SBS, alcuni Berretti verdi e miliziani dell'Alleanza del nord. I bombardieri AC-130 presero parte all'azione fornendo supporto in diverse occasioni, come anche un raid aereo. Vennero uccisi 230 talebani e 100 miliziani dell'Alleanza del nord, i prigionieri superstiti vennero trasferiti nel carcere di Sheberghan in camion portacontainer nei quali gran parte morì asfissiata. La rivolta segnò la fine dei combattimenti nell'Afghanistan settentrionale, zona ormai sotto il controllo alleato e dell'Alleanza del nord.

#### La presa di Kandahar
Verso la fine di novembre Kandahar, luogo di origine dei talebani e ultimo loro avamposto, si trovava sotto pressione crescente. Circa 3 000 miliziani, guidati da Hamid Karzai, uomo di simpatie filo occidentali e leale nei confronti del precedente governo afgano, avanzò verso la città da est, tagliandone i rifornimenti. Nel frattempo, l'Alleanza del nord proseguiva la sua avanzata da nord e da nord-est, mentre circa 1 000 Marines statunitensi, giunti per mezzo di elicotteri CH-53E Super Stallion, stabilirono un campo base a sud di Kandahar.
Il 26 novembre 2001 si verificò il primo importante scontro a fuoco nella zona, quando 15 veicoli armati si avvicinarono alla base statunitense dove vennero distrutti da alcuni elicotteri. Intanto, gli attacchi aerei continuarono a indebolire i talebani all'interno di Kandahar, dove il loro leader, il mullah ʿOmar, si era nascosto. I talebani verso la fine di novembre controllavano solo 4 delle 30 province afghane; avendo compreso di essere vicino alla sconfitta totale, il mullah Omar spronò le proprie forze a combattere fino alla morte.
Poiché i Talebani erano sul punto di perdere la loro roccaforte, l'attenzione statunitense si concentrò su Tora Bora. Milizie tribali del posto, che contavano su oltre 2 000 uomini, sostenuti, finanziati ed organizzati dalle Forze Speciali e dalla CIA, continuavano ad affluire per l'attacco, mentre continuavano i pesanti bombardamenti di sospette posizioni di al-Qāʿida. Si riferì di 100-200 civili morti quando 25 bombe devastarono un villaggio ai piedi della regione di Tora Bora e delle Montagne Bianche. Il 2 dicembre 2001, un gruppo di 20 commando statunitensi fu portato in elicottero per supportare l'operazione. Il 5 dicembre 2001, la milizia afghana prese il controllo del bassopiano sotto le grotte montagnose tenute dai combattenti di al-Qāʿida e allestì le postazioni dei carri per attaccare le forze nemiche. I combattenti di al-Qāʿida si ritirarono con i loro mortai e lanciagranate su posizioni più elevate.
Il 6 dicembre 2001 il mullah Omar iniziò finalmente a dare segno di essere pronto a lasciare Kandahar. Con le sue truppe decimate dai pesanti bombardamenti statunitensi e dovendo rimanere asserragliato nella città per evitare di diventare un facile bersaglio, anche il suo morale crollò. Avendo compreso che non avrebbe potuto tenere Kandahar ancora a lungo, iniziò a dar segno di voler negoziare, per cedere la città ai capi tribali, purché lui e i suoi uomini più importanti ricevessero una qualche protezione. Il governo statunitense rifiutò ogni compromesso per Omar o qualunque leader talebano.
Il 7 dicembre 2001 il mullah Mohammad ʿOmar sgattaiolò fuori dalla città di Kandahar con un gruppo di fedelissimi e si spostò a nord ovest nelle montagne dell'Oruzgan, senza mantenere la promessa di consegnare i suoi combattenti e le armi, che quindi rimasero da soli di fronte agli avversari che avanzavano. Fu visto per l'ultima volta mentre guidava un gruppo di suoi miliziani su un convoglio di moto.
Altri membri della leadership talebana fuggirono in Pakistan attraverso i remoti passaggi di Paktia e della Paktika. In ogni caso Kandahar, l'ultima città controllata dai Talebani, era caduta, e la maggior parte dei combattenti talebani allo sbando. La città di confine di Spin Boldak si arrese lo stesso giorno, segnando la fine del controllo talebano in Afghanistan. Le forze tribali afghane guidate da Gul Agha presero la città di Kandahar, mentre i Marines presero il controllo dell'aeroporto al di fuori della città e vi realizzarono una base statunitense.

#### La battaglia di Tora Bora

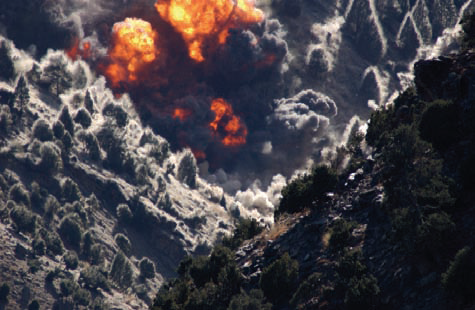
Attacchi aerei statunitensi su Tora Bora

Combattenti di al-Qāʿida resistevano ancora nelle montagne di Tora Bora. La milizia tribale anti-talebana continuava comunque una tenace avanzata attraverso un difficile terreno, accompagnato dai pesanti attacchi aerei portati avanti dalle Forze Speciali statunitensi. Prevedendo la sconfitta e dichiarandosi riluttanti a combattere altri musulmani, le forze di al-Qāʿida concordarono una tregua per avere il tempo di raccogliere e consegnare le armi. Col senno di poi, però, molti ritengono che la tregua fosse solo un trucco per avere una pausa sufficiente per permettere a importanti membri di al-Qāʿida, incluso Osama bin Laden, di fuggire.
Il 12 dicembre 2001, i combattimenti ricominciarono, probabilmente accesi da una retroguardia talebana, allo scopo di guadagnare tempo e permettere la fuga del grosso delle loro forze attraverso le Montagne Bianche, verso le aree tribali del Pakistan. Ancora una volta, le forze tribali afgane aiutate dalle truppe per le operazioni speciali statunitensi e da supporto aereo costrinsero i militanti di al-Qāʿida ad asserragliarsi in grotte e bunker sparsi su tutta la regione montuosa. Il 17 dicembre 2001, l'ultimo complesso di grotte venne preso e i suoi difensori fuggirono. Una perquisizione della zona da parte di truppe statunitensi continuò in gennaio, ma non emerse alcun segno di bin Laden o di al-Qāʿida in generale. È pressoché unanime l'opinione che fossero già fuggiti da tempo nelle regioni tribali del Pakistan a sud ed est. Si ritiene che circa 200 combattenti di al-Qāʿida siano stati uccisi durante la battaglia, insieme a un non definito numero di combattenti tribali anti-talebani. Non fu riportata la morte di alcun statunitense.

### 2002: operazione Anaconda

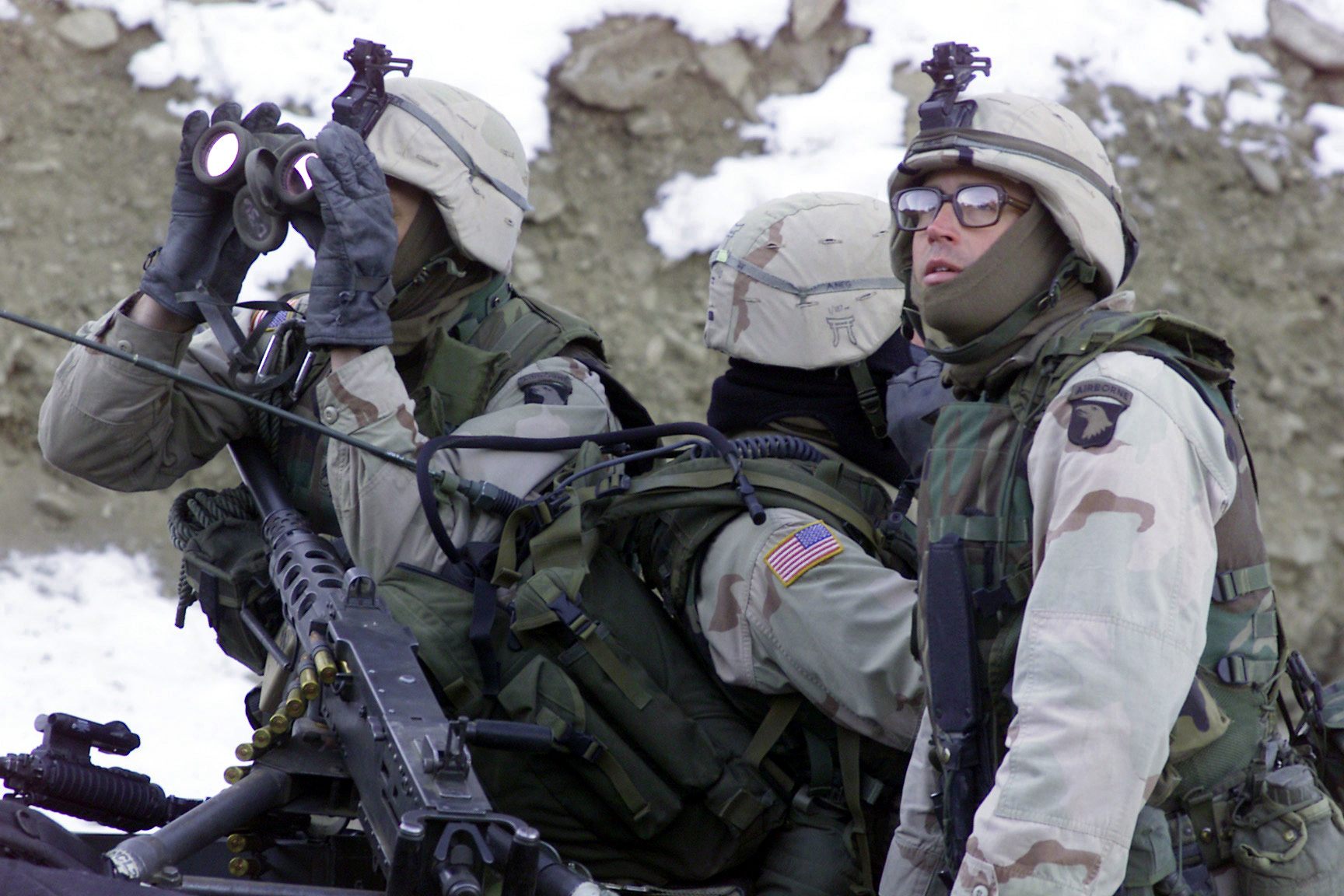
Soldati della 101ª Divisione Aviotrasportata, scansionano un crinale alla ricerca di forze nemiche durante l'operazione Anaconda (4 marzo 2002)

Dopo Tora Bora, le forze statunitensi e i loro alleati afghani consolidarono la loro posizione nel paese. A seguito di una Loya jirga, ovvero un grande consiglio delle maggiori fazioni afghane, capi tribali, ed ex-esiliati, venne formato a Kabul un governo ad interim sotto la guida di Hamid Karzai. Le forze statunitensi stabilirono la loro base principale nella base aerea di Bagram, poco a nord di Kabul. Anche l'aeroporto di Kabul divenne un'importante area per basi statunitensi. Furono stabiliti molti avamposti nelle province orientali per catturare talebani e fuggitivi di al-Qāʿida. Il numero di truppe della coalizione a guida statunitense operanti nel paese crebbe fino a più di 10 000. Nel frattempo, i talebani e al-Qāʿida non si erano arresi. Le forze di al-Qāʿida iniziarono a riorganizzarsi nelle montagne di Shahi-Kot nella provincia di Paktia, nel gennaio e febbraio del 2002. Anche un fuggitivo talebano nella provincia di Paktia, il mullah Saifur Rehman, iniziò a ricostituire alcune delle truppe della sua milizia in supporto ai combattenti talebani. Radunarono più di 1 000 uomini per l'inizio di marzo del 2002. L'intenzione dei ribelli era di usare la regione come base per lanciare attacchi di guerriglia e possibilmente una più grande offensiva simile a quella dei mujahidin che combatterono le truppe sovietiche negli anni ottanta.
Le fonti di intelligence degli Stati Uniti e della milizia alleata afghana notarono presto questa disposizione nella provincia di Paktia e prepararono una massiccia offensiva per contrastarla. Il 2 marzo 2002, le forze afghane e statunitensi lanciarono un'offensiva contro le forze di al-Qāʿida e dei Talebani radicate nelle montagne di Shahi-Kot, a sudest di Gardez. Le forze ribelli, che usavano armi leggere, RPG e mortai, erano trincerate in grotte e bunker in pendii a un'altitudine di circa 3 000 metri. Usavano la tattica della "toccata e fuga", aprendo il fuoco sulle forze statunitensi e afghane e poi ritirandosi nelle grotte e nei bunker per evitare il fuoco di ritorno e gli incessanti bombardamenti aerei. A peggiorare la situazione delle truppe della coalizione, vi era la sottostima dei comandanti statunitensi sulle forze di al-Qāʿida e dei Talebani, ritenendole un piccolo gruppo isolato di meno di 200 unità. Risultò da alcune stime poi che i guerriglieri erano fra i 1 000 e i 5 000 uomini, che stavano inoltre ricevendo rinforzi.
Al 6 marzo 2002, 8 statunitensi, 7 afghani e circa 400 talebani erano stati uccisi in diversi combattimenti. Le perdite della coalizione furono causate dal fuoco amico, che uccise un soldato, dalla caduta di due elicotteri a causa di RPG ed armi leggere, quando ne morirono altri 7, e durante una fase delle operazioni statunitensi in quello che era stato chiamato "Obiettivo Ginger" durante la quale vi furono dozzine di feriti. Ad ogni modo, diverse centinaia di guerriglieri evitarono la trappola fuggendo verso le aree tribali del Waziristan, attraverso il confine con il Pakistan.

#### Operazioni post-Anaconda
Dopo la battaglia a Shahi-Kot, si ritiene che i combattenti di al-Qāʿida stabilirono rifugi presso protettori tribali in Pakistan, da dove ripresero le forze, iniziando a partire dai mesi estivi del 2002, a lanciare incursioni oltre confine, contro le forze statunitensi. Unità di guerriglia, in numero compreso fra i 5 e i 25 uomini, attraversavano ancora regolarmente il confine, dai loro rifugi in Pakistan, per lanciare razzi verso le basi statunitensi e per tendere imboscate a convogli e pattuglie statunitensi, a truppe dell'Esercito Nazionale Afghano, a forze miliziane afghane che lavorano con la coalizione a guida statunitense, e a organizzazioni non governative. L'area intorno alla base statunitense a Shkin nella provincia di Paktika ha visto alcune delle attività più dure.
Nel frattempo, forze talebane continuarono a rimanere nascoste nelle regioni rurali delle quattro province meridionali che formavano il cuore del potere talebano: Kandahar, Zabol, Helmand e Uruzugan. Sulla scia dell'Operazione Anaconda, il Pentagono richiese che i Royal Marines britannici, ben addestrati alla guerra montana, fossero schierati. Questi condussero numerose missioni in diverse settimane con risultati piuttosto limitati. I Talebani, che durante l'estate del 2002 contavano centinaia di uomini, evitavano gli scontri diretti con le forze statunitensi e i loro alleati afghani il più possibile e durante le operazioni si rintanavano nelle grotte e nei tunnel delle vaste catene montuose afghane o oltre il confine col Pakistan.

### 2003-2005: la nuova insurrezione talebana

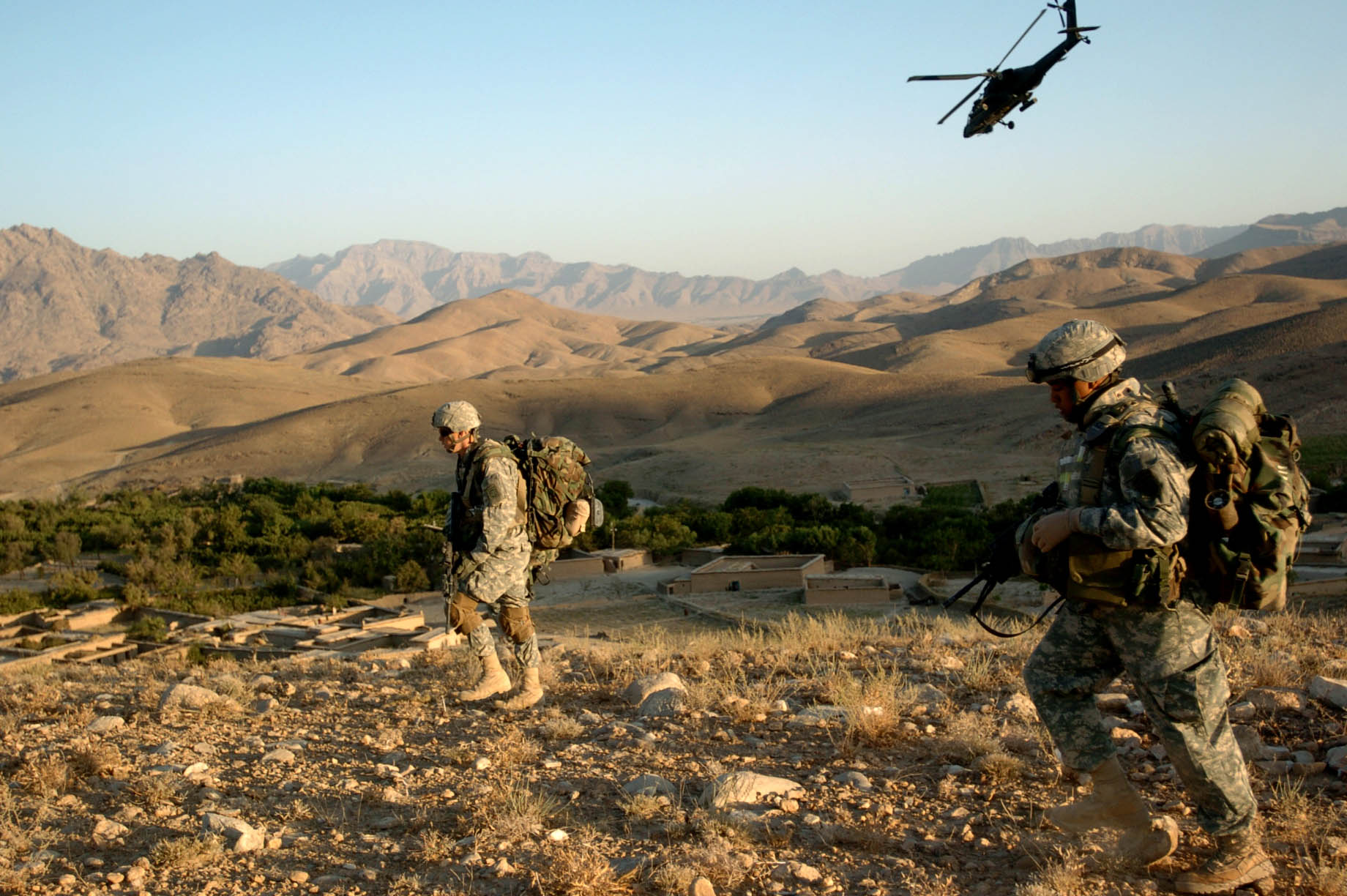
Un elicottero Apache fornisce protezione dall'aria alle truppe americane (ottobre 2005)

Per tutta l'estate del 2002 i Talebani cercarono di evitare le forze armate statunitensi. Successivamente iniziarono gradualmente a riorganizzarsi, iniziando i preparativi per lanciare l'insurrezione che il mullah Muhammad Omar aveva promesso durante gli ultimi giorni di potere dei Talebani. Nel settembre 2002, le forze talebane iniziarono il reclutamento nelle aree Pashtun, sia in Afghanistan, che in Pakistan, per lanciare una nuova jihād contro il governo afghano e la coalizione a guida statunitense. In molti villaggi a forte presenza talebana, nel sudest dell'Afghanistan, iniziarono anche ad apparire pamphlet distribuiti in segreto durante la notte, che esortavano alla guerra santa. Secondo fonti afghane e ad un comunicato delle Nazioni Unite, vennero creati da fuggitivi al-Qāʿida e talebani, piccoli campi di addestramento mobili lungo il confine con il Pakistan, allo scopo di addestrare nuove reclute nella guerriglia e nelle tattiche terroristiche. La maggior parte di loro erano reclutate nelle madrase o nelle scuole religiose delle aree tribali del Pakistan, da dove provenivano inizialmente i Talebani. Le basi maggiori, alcune con almeno 200 uomini, furono create nelle aree montuose pakistane nell'estate del 2003. La volontà dei paramilitari pakistani posti ai valichi di confine di evitare infiltrazioni del genere fu messa in discussione e le operazioni militari pakistane si rivelarono quasi inefficaci.
I Talebani gradualmente riorganizzarono e ricostituirono le proprie forze durante l'inverno, preparandosi ad un'offensiva estiva. Stabilirono un nuovo tipo di operazione: radunarsi in gruppi di circa 50 persone per lanciare attacchi ad avamposti isolati e a convogli di soldati afghani, polizia o milizia e poi dividersi in gruppi di 5-10 uomini per evitare la successiva reazione. Le forze statunitensi con questa strategia venivano attaccate indirettamente con razzi sulle loro basi e con ordigni esplosivi improvvisati. Per coordinare la strategia, il mullah ʿOmar nominò un consiglio di 10 uomini per la Resistenza, con sé stesso a capo. Furono stabilite cinque zone operative, assegnate a vari comandanti talebani, come il leader chiave talebano mullah Dadullah incaricato delle operazioni nella provincia di Zabol. Le forze di al-Qāʿida, ad est, decisero di intraprendere una audace strategia, concentrandosi sugli statunitensi e catturandoli, quando potevano, con elaborate imboscate.
Il primo segno che le forze talebane si stavano riorganizzando emerse il 27 gennaio 2003 durante l'Operazione Mongoose, quando un gruppo di combattenti alleati dei Talebani, e con l'Hezb-i Islami, furono scoperti e attaccati dalle forze statunitensi nel complesso di grotte di Adi Ghar, 24 km a nord di Spin Boldak. Fu registrata la morte di 18 ribelli e nessuno statunitense. Si sospettò che la zona fosse una base dove giungevano rifornimenti e combattenti dal Pakistan. I primi attacchi di gruppi talebani relativamente grandi, su obiettivi afghani, avvennero più o meno in quello stesso periodo.
Nel corso dell'estate, gli attacchi crebbero gradualmente di frequenza nel cuore del "territorio talebano". Dozzine di soldati governativi afghani, organizzazioni non governative, lavoratori umanitari e diversi soldati statunitensi morirono in raid, imboscate e attacchi con razzi leggeri. In aggiunta agli attacchi della guerriglia, i combattenti talebani iniziarono a radunare le loro forze nel distretto di Dai Chopan, nello Zabol, che attraversa anche la provincia di Kandahar e l'Uruzgan ed è proprio al centro del territorio talebano. Il distretto di Dai Chopan è un angolo remoto e scarsamente popolato dell'Afghanistan del sud-est composto di alture, montagne rocciose intervallate da stretti anfratti. I combattenti talebani decisero che quella era l'area perfetta per creare una roccaforte contro il governo afghano e le forze della coalizione. Durante il corso dell'estate, si radunò nell'area quella che forse fu la più grande concentrazione di militanti talebani dalla caduta del regime, con più di 1 000 guerriglieri. Più di 200 persone, incluse molte dozzine di poliziotti afghani, furono uccise nell'agosto del 2003 mentre i combattenti talebani prendevano forza.

#### Risposta della coalizione
Come risultato, le forze della coalizione iniziarono a preparare offensive per sradicare le forze ribelli. Nel tardo agosto 2005, le forze governative afghane aiutate dalle truppe e da pesanti bombardamenti aerei statunitensi avanzarono sulle posizioni talebane dentro la roccaforte di montagna. Dopo una battaglia durata una settimana, le forze talebane furono sbaragliate, stando a stime del governo afghano, con più di 124 combattenti morti. Alcuni portavoce talebani, comunque, negarono un così alto numero di vittime, mentre le stime statunitensi furono più contenute. Secondo le ultime registrazioni, le perdite totali talebane, ribelli, e dei gruppi terroristici, ammonterebbero a quasi 1 000 000 di morti dall'inizio degli attacchi alleati. Il Times sostenne una stima inferiore, poco più di 200 000 morti.

### 2006: la NATO nell'Afghanistan meridionale
Dal gennaio 2006, una forza internazionale di assistenza per la sicurezza (ISAF) della NATO iniziò a rimpiazzare truppe statunitensi nell'Afghanistan meridionale come parte dell'Operazione Enduring Freedom. La 16ª Brigata aerea britannica di assalto, in seguito rinforzata da Royal Marines, formava il cuore della forza nell'Afghanistan meridionale, insieme a truppe ed elicotteri provenienti da Australia, Canada e Paesi Bassi. La forza iniziale era composta da circa 3 300 britannici, 2 300 canadesi, 1 400 olandesi, 280 danesi, 300 australiani e 150 estoni. Il supporto aereo era fornito da aerei ed elicotteri da combattimento statunitensi, britannici, olandesi, norvegesi e francesi.
Nel gennaio 2006, obiettivo della NATO in Afghanistan meridionale era l'organizzazione di squadre di ricostruzione provinciale guidate dai britannici, nell'Helmand, mentre i Paesi Bassi ed il Canada avrebbero dovuto guidare simili progetti, rispettivamente nell'Oruzgan e nella provincia di Kandahar. Figure talebane locali si opposero alla forza in arrivo e promisero di resistere.
L'Afghanistan meridionale affrontò nel 2006 la più grande ondata di penetrazione nel paese dalla caduta del regime talebano nel 2001, realizzata da forze NATO a guida statunitense. Le operazioni NATO furono governate da comandanti britannici, canadesi e olandesi. L'Operazione Avanzata Montana venne lanciata il 17 maggio 2006. Nel luglio 2006 forze canadesi lanciarono l'Operazione Medusa, in un ulteriore tentativo di liberare le aree dai Talebani, sostenuti dalle forze statunitensi, britanniche, olandesi e danesi. In seguito le operazioni NATO inclusero l'Operazione Furia Montana e l'Operazione Falcon Summit. La lotta delle forze NATO si intensificò nella seconda metà del 2006. La NATO ebbe successo in vittorie tattiche sui Talebani restringendone fortemente le aree controllate, ma i Talebani non furono completamente sconfitti, costringendo la NATO a continuare le operazioni nel 2007.
Nel novembre del 2006, il Consiglio di Sicurezza delle Nazioni Unite avvertì che l'Afghanistan sarebbe potuto divenire uno stato fallito a causa della crescente violenza talebana, la crescita della produzione di droga e la fragile istituzione dello Stato afgano. Nel 2006, l'Afghanistan si classificò 10ª nella classifica degli Stati falliti, da 11ª nel 2005. Dal 2005 al 2006, crebbe il numero di attacchi suicidi, attacchi con fuoco diretto e con ordigni esplosivi improvvisati. Documenti di intelligence declassificati mostrano come i rifugi di al-Qāʿida, dei Talebani, della Rete Haqqani e dell'Hezb-i Islami siano cresciuti di quattro volte in quell'anno. La campagna in Afghanistan ha eliminato con successo i Talebani ma ha avuto molto meno successo nel raggiungere l'obiettivo primario di assicurare che al-Qāʿida non potesse più operare in Afghanistan.

### 2007: offensiva della Coalizione
Il 13 gennaio 2007 una forza britannica, guidata dai Royal Marines, lanciò un'operazione per attaccare un'importante roccaforte talebana nella provincia meridionale di Helmand. Dopo diverse ore di intensi combattimenti i Marines si raggrupparono: si scoprì che il caporale Matthew Ford del 45º Commando dei Royal Marines era scomparso. Fu lanciata una missione di recupero per ritrovare il caporale, usando quattro marine volontari legati alle ali di due elicotteri Apache. Identificato il luogo di prigionia, gli Apache atterrarono sotto il fuoco nemico e, una volta che i soldati furono dentro il campo, i quattro marine riuscirono a recuperare il caporale Ford, ormai deceduto. Nessuno dei quattro soccorritori rimase ferito nella missione.
Nel gennaio e nel febbraio del 2007, i Royal Marines britannici condussero l'Operazione Vulcano per eliminare i ribelli presenti nel villaggio di Barikju, a nord di Kajaki. Nel marzo fu lanciata l'Operazione Achille alla quale parteciparono, oltre a soldati statunitensi e britannici, anche olandesi e canadesi. L'obiettivo dell'offensiva fu quello di togliere la provincia di Helmand dalle mani dei Talebani. Il 13 maggio 2007, durante uno scontro fra questi ultimi e truppe afghane e della Coalizione, viene annunciata la morte del mullah Dadullah, uno dei più importanti comandanti talebani.
Nel dicembre del 2007 i talebani, dopo alcuni giorni di assedio, furono costretti ad abbandonare la città di Musa Qala nelle mani dell'esercito regolare, assedio durante il quali vi furono anche vittime civili: fino ad allora era la città più importante controllata dai talebani.

### 2009: operazione "Colpo di Spada"

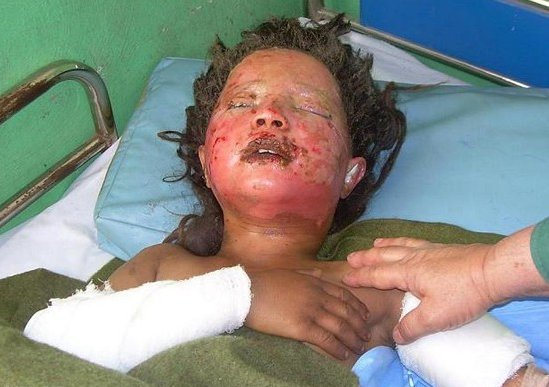
Un bambino ferito in un bombardamento aereo alleato, Ospedale di Fararh, 2009.

Nel luglio 2009 le forze della coalizione lanciarono una vasta offensiva, denominata "Colpo di Spada" (Khanjar), nella valle di Helmand. Definita la più imponente operazione aerotrasportata dai tempi della guerra in Vietnam, l'offensiva vide sul campo 4 000 militari statunitensi e 650 tra soldati e poliziotti afghani.
L'obiettivo dell'operazione era quella di allontanare i talebani dai villaggi e consolidare la presenza delle forze della Coalizione in vista delle elezioni del 20 agosto 2009, in quella che fu una replica della strategia adottata nel 2008 in Iraq.
L'offensiva vide una recrudescenza degli scontri tra le forze ISAF e i talebani, che costarono nel solo mese di luglio 79 morti tra i soldati statunitensi e britannici. Fra i talebani si contarono più di 400 morti. All'operazione "Colpo di Spada" si susseguirono altre offensive militari che presero il via alcune settimane dopo, tra queste quella denominata "Easter Resolve II", il cui obiettivo era sottrarre alla guerriglia talebana il distretto di Nawzad per tagliare i rifornimenti.

### 2020: l'accordo di Doha
Il 29 febbraio 2020 a Doha, in Qatar, viene siglato uno storico accordo tra le due parti per far sì che le truppe statunitensi lascino il territorio afgano in 14 mesi, segno della distensione dei rapporti tra i due paesi. Il 10 marzo dello stesso anno viene annunciato il ritiro di 3400 soldati statunitensi (entro 135 giorni) e lo scarceramento di 1500 talebani.

### 2021: Ritirata statunitense e la terza caduta di Kabul
(Joe Biden)
Nel maggio 2021 le truppe statunitensi e la coalizione NATO iniziano la ritirata delle ultime truppe dall'Afghanistan. Gli Stati Uniti abbandonano la base aerea di Bagram, il quartier generale di tutte le operazioni militari dall'inizio del conflitto. In concomitanza con il ritiro, i Talebani lanciano un'offensiva su vasta scala ed avanzano, occupando diverse aree del Paese, tra cui le province di Badakhshan e Takhar. In agosto il Pentagono invia bombardieri strategici per fermare l'avanzata e poi predispone il trasferimento dell'ambasciata USA vicino all'aeroporto di Kabul, lasciando nella capitale Afghana solo il personale necessario e inviando circa 3 000 soldati statunitensi per la difesa e l'evacuazione in caso di caduta di Kabul. Altre ambasciate estere si sono trasferite, come quella statunitense, vicino all'aeroporto.
Il 15 agosto 2021 i Talebani entrano a Kabul, incontrando una scarsa resistenza. Nel pomeriggio viene reso noto che il Presidente Ashraf Ghani ha lasciato l'Afghanistan alla volta del Tagikistan, mentre altre fonti indicano l'Uzbekistan; anche il Presidente della Camera del Popolo Mir Rahman Rahmani fugge alla volta del Pakistan. Dopo la fuga di Ghani le rimanenti forze lealiste abbandonano i posti di combattimento e le Forze Armate dell'Afghanistan cessano di fatto di esistere.
La sera del 15 agosto i Talebani occupano l'Arg, ammainano la bandiera della repubblica afghana e issano la loro bandiera sulla torre del palazzo. Il 19 agosto 2021 gli Studenti Coranici proclamano la restaurazione dell'Emirato Islamico dell'Afghanistan.

### La resistenza nel Panjshir
Il 17 agosto il vicepresidente afghano Amrullah Saleh, ritiratosi nella valle del Panjshir, si proclama Presidente ad interim dell'Afghanistan, ai sensi dell'articolo 67 della Costituzione afghana del 2004, invitando tutti coloro che ancora si oppongono ai Talebani a raggiungere la Valle per costituire un movimento di resistenza. La sua proclamazione è sostenuta da Ahmad Massoud e dal Ministro della Difesa Bismillah Khan Mohammadi. Il giorno seguente la resistenza riprende il controllo della città di Charikar.

## Le forze in campo

### Coalizione internazionale
La prima ondata di attacchi (e l'invasione) fu condotta solo da forze statunitensi e britanniche, con a seguito forze canadesi e australiane. In periodo successivo grazie al mandato della nuova amministrazione afgana furono aggiunte truppe e aerei provenienti dalla Danimarca, dalla Francia, dalla Germania, dall'Italia, dai Paesi Bassi, dalla Nuova Zelanda e dalla Norvegia, fra le altre. Nel 2006 erano presenti circa 33 000 soldati.
Le forze internazionali si occuparono inoltre di fornire supporto ed addestramento all'esercito afghano che contava sui 94 000 effettivi, ed alla polizia che ne contava invece circa 80 000.
Il 1º dicembre 2009 il presidente USA Obama dichiarò di voler inviare altri 30 000 soldati nel paese, portando il numero complessivo statunitense ad oltre i 100 000. Fu altresì previsto un rafforzamento degli altri contingenti internazionali con un invio ulteriore, dalle 5 000 alle 10 000 unità.

### La Forza Internazionale di Assistenza alla Sicurezza (ISAF)
L'International Security Assistance Force (ISAF) fu una forza internazionale di stabilizzazione dell'Afghanistan autorizzata dal Consiglio di Sicurezza delle Nazioni Unite il 20 dicembre 2001. Al 5 ottobre 2006 l'ISAF contava un personale di circa 32 000 uomini provenienti da 34 nazioni.
Il 31 luglio 2006, la Forza Internazionale di Assistenza per la Sicurezza guidata dalla NATO assunse il comando del sud del Paese, mentre il 5 ottobre 2006 anche dell'Afghanistan orientale. Il contingente ISAF, ad ottobre 2009, disponeva di 67 700 soldati nel paese, di cui 36 000 circa statunitensi.

### Costo dell'intervento nella guerra dei Paesi occidentali
Secondo l'Osservatorio sulle Spese Militari italiane un computo preciso di tutte le spese sostenute è impossibile a causa delle spese indirette quali ad esempio l'acquisto di attrezzature e mezzi; dai resoconti ufficiali risultano dopo 17 anni di guerra 900 miliardi di dollari di spese totali: 827 miliardi di dollari sostenuto dagli Stati Uniti, 45 miliardi di euro del Regno Unito, 10 miliardi di euro della Germania, più le contribuzioni nazionali ai budget e fondi NATO destinati all’Afghanistan (oltre 7 miliardi di euro).

### Costo dell'intervento nella guerra dell'Italia
Il costo della guerra in Afghanistan previsto nel 2011, da parte italiana fu di 650 milioni di euro. La presenza fu di 4 200 soldati italiani presenti in Afghanistan, 750 mezzi terrestri tra carri armati, blindati, camion e ruspe, 30 velivoli di cui 4 caccia-bombardieri, 8 elicotteri da attacco, 4 da sostegno al combattimento, 10 da trasporto truppe, e 4 droni. A questo vanno aggiunti 2 milioni di euro a favore dell'esercito afgano, 2 milioni di euro a favore della polizia afgana, più 367 000 euro per il personale della Croce Rossa Italiana attiva in Afghanistan, per un totale di circa 654 367 000 €.
Nel periodo 2002-2014 l'esborso totale da parte dei contribuenti italiani è stato di 5 miliardi di euro, cioè circa 1 053 741 € al giorno, secondo il parlamentare del Movimento 5 Stelle Alessandro Di Battista.

### Le compagnie militari private
A dicembre 2009 erano presenti circa 104 000 soldati delle milizie private (mercenari), generalmente per conto del governo degli Stati Uniti d'America. Tuttavia in seguito al previsto aumento delle truppe nel paese questa cifra sarà destinata a salire a circa 160 000 effettivi, risultando così la forza militare più numerosa nel paese.

## La diplomazia internazionale

### Attività diplomatica
Incontri di vari leader afghani furono organizzati dalle Nazioni Unite e si svolsero in Germania. Non parteciparono i Talebani. Questi incontri produssero un governo ad interim e un accordo per permettere a una forza di peacekeeping delle Nazioni Unite di entrare nell'Afghanistan. Le risoluzioni ONU del 14 novembre 2001 includevano una "condanna dei Talebani per avere permesso che l'Afghanistan venisse utilizzato come base per l'esportazione del terrorismo attraverso la rete al-Qāʿida ed altri gruppi terroristici e per aver garantito sicuro asilo a Osama bin Laden, al-Qāʿida e altri loro associati, e in questo contesto supporto alla popolazione afghana per rimpiazzare il regime talebano".
La risoluzione ONU del 20 dicembre 2001, "Supporto agli sforzi internazionali per sradicare il terrorismo, in accordo con lo statuto delle Nazioni Unite e anche riaffermazione della sua risoluzione n. 1368 (2001) del 12 settembre 2001 e n. 1373 (2001) del 28 settembre 2001."

### Attività umanitarie
Si ritiene che in Afghanistan ci siano stati 1,5 milioni persone che soffrivano per fame, mentre 7 milioni e mezzo fossero sofferenti per il risultato della grave situazione generale del Paese: la combinazione di guerra civile, carestia legata alla siccità, e, per estensione, l'oppressivo regime talebano e l'invasione a guida statunitense.
Il Pakistan, le Nazioni Unite, ed organizzazioni umanitarie private internazionali, iniziarono ad attivare un grande sforzo umanitario, in aggiunta ai già grandi sforzi dedicati per i rifugiati e per le forniture di cibo. Il Programma Alimentare Mondiale delle Nazioni Unite sospese le attività in Afghanistan all'inizio dei bombardamenti. Le attività ripresero però all'inizio del dicembre 2001, con una distribuzione giornaliera di 3 000 tonnellate di beni di consumo, cibi e medicinali. Si ritiene comunque che dal gennaio 2002, per fornire un aiuto sufficiente, siano state necessarie 30 000 tonnellate di cibo.
La Focus Humanitarian Assistance (FOCUS), un'affiliata dell'Aga Khan Development Network (ADKN), continuò a operare con attività di riabilitazione ed aiuto, mantenendo le sue operazioni nonostante la crisi e la chiusura di varie frontiere afghane. Nel corso del 2001, la FOCUS procurò, per la fine del settembre 2011, cibo e altre assistenze a più di 450 000 persone, distribuendo 1 400 tonnellate di cibo a circa 50 000 persone vulnerabili. Per l'ottobre del 2001 aveva distribuito più di 10 000 tonnellate di cibo in Badakhshan, con altre 4 000 tonnellate nel programma per la distribuzione a persone vulnerabili nelle aree di montagna della provincia. La FOCUS aveva anche creato un programma agrario attraverso finanziamento di villaggi agricoli, nel progetto che potessero, a loro volta, produrre 30 000 tonnellate di cereali all'anno.
Il 1º novembre, C-17 statunitensi volando a 10 000 m d'altezza lanciarono 1 000 000 di pacchi di cibo e medicine contrassegnati con una bandiera statunitense. Medici Senza Frontiere la definì un'operazione di propaganda trasparente, e disse che usare medicinali senza consultazione medica è molto più probabilmente nocivo che benefico. Thomas Gonnet, capo delle operazioni di Azione Contro la Fame in Afghanistan affermò che era una mera '"azione di marketing".

### Salute e istruzione
La popolazione dell'Afghanistan è cresciuta di oltre il 50% tra il 2001 e il 2014, mentre il suo PIL è aumentato di otto volte.
Tra il 2001 e il 2021, l'Afghanistan ha visto miglioramenti nella salute, nell'istruzione e nei diritti delle donne. L'aspettativa di vita è aumentata da 56 a 64 anni e il tasso di mortalità materna si è dimezzato. L'89% dei residenti che vivono nelle città ha accesso all'acqua potabile, rispetto al 16% nel 2001. Il tasso di matrimoni precoci è stato ridotto del 17%. Nel 2017 frequentava la scuola il 39% delle ragazze rispetto al 6% del 2003. Nel 2021 un terzo delle studentesse universitarie erano donne e il 27% dei parlamentari erano donne. Il tasso di alfabetizzazione nel 2021 è aumentato dall'8% al 43% dal 2001.

### Attività di formazione per la polizia locale
Nel settembre 2016 il SIGAR calcola in 113,1 miliardi di dollari il fondo per la formazione di esercito e polizia locali, e denuncia il fallimento di questa operazione a causa della dilagante corruzione.

## Le conseguenze internazionali

### Proteste, dimostrazioni e manifestazioni

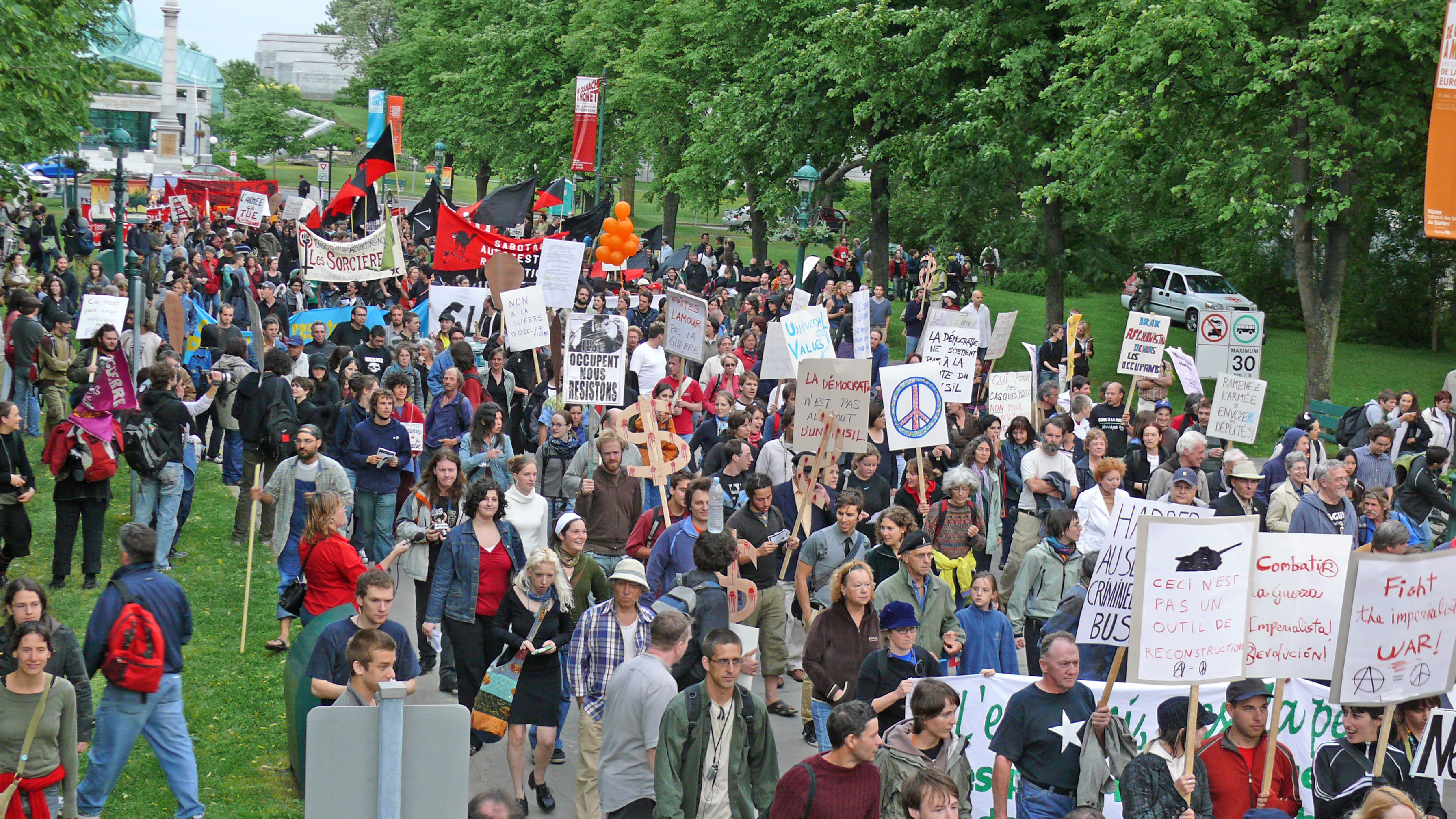
Manifestazione a Québec contro il coinvolgimento militare canadese in Afghanistan (22 giugno 2007)

Nei primi giorni dopo l'inizio della campagna di bombardamento, vi furono molte piccole proteste in varie città e campus universitari degli Stati Uniti e in altri Paesi. Erano per la maggior parte pacifiche, ma in Pakistan, precedentemente alleato dei Talebani, ci furono proteste maggiori e diversi scioperi generali. Alcuni di essi furono soppressi dalla polizia con morti fra i manifestanti. Sia nelle nazioni islamiche che in quelle non islamiche, furono organizzate proteste e manifestazioni di varia entità contro l'attacco in Afghanistan. Molti manifestanti pensavano che tale attacco fosse un'aggressione ingiustificata verso un paese sovrano, che avrebbe causato la morte di molti innocenti impedendo ai volontari di portare cibo nella Nazione..

### La reazione dell'opinione pubblica
Nell'ottobre del 2001 sondaggi indicarono che circa l'88% degli statunitensi sosteneva la guerra in Afghanistan contro il 10% che disapprovava. Anche nel Regno Unito i favorevoli al conflitto erano più del 60% del campione intervistato.
Nel dicembre 2006, il 61% degli statunitensi riteneva che gli Stati Uniti avessero preso la decisione giusta riguardo all'uso della forza militare, contro il 29% che si opponeva. Nel settembre del 2009 la situazione si è ribaltata: negli Stati Uniti la percentuale dei contrari alla guerra in Afghanistan ha superato, per la prima volta dal 2001, quello dei favorevoli, scesi al 47% secondo un sondaggio del Washington Post e della ABC News, addirittura al 41% secondo un altro sondaggio della Cnn. In Gran Bretagna, secondo un sondaggio commissionato dal Daily Telegraph, il 62% della popolazione vuole il ritiro delle truppe. Lo stesso chiedono il 56% degli italiani, secondo un sondaggio realizzato nel 2009 dall'Istituto IPR Marketing per conto de La Repubblica, il quale ha rivelato che 7 italiani su 10 sono contrari all'invio di nuove truppe.
Nel 2010 la percentuale di statunitensi che continua ad approvare l'intervento militare in Afghanistan scende al 37% mentre il Canada quell'anno vedeva il 59% della propria cittadinanza contraria alle opinioni militari.
È del 2010 anche il cosiddetto Afghan Leaks, una serie di circa 90 000 documenti riservati pubblicati da WikiLeaks.

## Crimini di guerra
Dal 2018 la Corte Penale Internazionale ha iniziato a investigare su crimini di guerra commessi in Afghanistan dal maggio 2003 da membri delle forze di sicurezza afghane, da militanti dei gruppi talebani nonché dalle forze armate e dai servizi di intelligence statunitensi.

## Episodi importanti

### Massacro di Shinwar
Il 4 marzo 2007, almeno 12 civili furono uccisi e 33 rimasero feriti da Marines statunitensi nel distretto di Shinwar nella provincia di Nangarhar dell'Afghanistan. Marines statunitensi reagirono impulsivamente ad un'imboscata esplosiva, colpendo con fuoco di mitragliatrice gruppi di passanti lungo le 10 miglia della strada. Fu richiesto che la 120ª unità di marine statunitensi responsabile per l'attacco lasciasse il Paese perché l'incidente danneggiava le relazioni dell'unità con la popolazione locale afghana.

### Commercio di eroina
Nel luglio del 2000, ben prima dell'inizio della stagione della semina in ottobre, i Talebani misero al bando la coltivazione dell'oppio nelle aeree sotto il loro controllo, cosa che non ne impedì la coltivazione illegale ma, già l'anno successivo, portò a una riduzione del raccolto del 94%. Poco dopo l'invasione dell'Afghanistan a guida statunitense del 2001, comunque, la produzione di oppio incrementò nuovamente. Nel 2005 l'Afghanistan aveva riconquistato la sua posizione di primo produttore mondiale di oppio e produceva il 90% dell'oppio mondiale, la maggior parte del quale veniva trasformato in eroina, poi venduta in Europa e Russia. Mentre gli sforzi degli Stati Uniti e degli alleati di combattere il commercio di eroina hanno fatto passi avanti, lo sforzo è ostacolato dal fatto che molti sospetti trafficanti sono ora alti ufficiali del governo Karzai. In effetti, recenti stime del Ufficio delle Nazioni Unite su Droghe e Crimine evidenziano che il 52% del PIL afghano, cioè 2,7 miliardi di dollari all'anno, è generato dal commercio di eroina. La crescita della produzione è da collegare alla situazione della sicurezza in peggioramento, infatti la produzione è marcatamente inferiore nelle aree con sicurezza stabile.
Secondo un rapporto del governo degli Stati Uniti del 2018, gli Stati Uniti hanno speso 8,6 miliardi di dollari dal 2002 per fermare il commercio di oppio in Afghanistan e negare ai talebani una fonte di reddito. Un rapporto del maggio 2021 stimava che i talebani guadagnassero il 60% delle loro entrate annuali dal commercio di oppio, mentre i funzionari delle Nazioni Unite stimavano che i talebani avessero guadagnato più di 400 milioni di dollari attraverso il commercio tra il 2018 e il 2019.

### Violazione dei diritti umani
I talebani hanno commesso massacri, attentati suicidi, terrorismo e hanno preso di mira i civili durante la guerra. Nel 2011, il New York Times ha riferito che i talebani erano responsabili del 75% di tutti i civili uccisi nella guerra in Afghanistan. I rapporti delle Nazioni Unite hanno costantemente incolpato i talebani e altre forze antigovernative per la maggior parte delle morti civili nel conflitto. I talebani hanno commesso altri crimini, tra cui stupri di gruppo e l'esecuzione di soldati che si erano arresi.
Stando a un reportage di una TV australiana, gli Stati Uniti applicarono una pressione psicologica per costringere i combattenti talebani a uscire allo scoperto. Il reportage sostenne che membri della 173ª Brigata Aerotrasportata bruciarono corpi di Talebani per ragioni igieniche.
Un soldato addestrato ad operazioni psicologiche, il sergente Jim Baker venne registrato mentre leggeva un messaggio ai Talebani: "Attenzione, Talebani, siete tutti dei cani codardi. Permettete che i vostri combattenti siano lasciati rivolti a ovest e bruciati. Siete troppo spaventati per recuperare i loro corpi. Questo prova semplicemente che voi siete le femminucce che abbiamo sempre pensato voi foste". Fu trasmesso anche un altro soldato mentre leggeva messaggi del tipo: "Voi attaccate e fuggite come le donne. Vi fate chiamare Talebani ma siete una disgrazia per la religione musulmana e portate vergogna sulla vostra famiglia. Venite e combattete come uomini invece siete solo dei cani codardi ". Stando a un reportage del Japan Today, autorità statunitensi stanno indagando sull'incidente per determinare se le azioni delle truppe hanno violato la Convenzione di Ginevra.
Il massacro di Dasht-i Leili probabilmente avvenne nel dicembre del 2001, quando un numero, fra i 250 e i 3 000 di prigionieri talebani furono fucilati o soffocati a morte in container di metallo di camion mentre venivano trasportate da soldati dell'Alleanza del Nord da Kunduz alla prigione di Sheberghan nell'Afghanistan settentrionale. Queste presunti fatti sono stati contestati dal giornalista Robert Young Pelton, presente il giorno dell'evento.
Esistono dichiarazioni secondo le quali soldati della coalizione avrebbero torturato dei prigionieri durante alcuni interrogatori. Molte proteste si focalizzano sul campo di prigionia statunitense a Camp X-Ray nella Baia di Guantánamo, a Cuba.
Abdul Wali morì il 21 giugno 2003, in una base vicino Asadabad. Fu probabilmente colpito dall'ex-ranger e contractor della CIA David Passaro, che fu arrestato il 17 giugno 2004 per quattro accuse di aggressione. Il processo fu fissato per l'estate del 2006. Nel 2004, il gruppo per la difesa dei diritti umani con sede negli Stati Uniti Human Rights Watch pubblicò un rapporto intitolato "Enduring Freedom - Abusi delle forze statunitensi in Afghanistan", contenente molte affermazioni di abusi da parte delle forze statunitensi.
Nel febbraio 2005 l'American Civil Liberties Union pubblicò documenti ottenuti dall'esercito statunitense, che mostravano che, dopo lo scandalo di Abū Ghurayb, l'esercito in Afghanistan aveva distrutto fotografie che documentavano l'abuso sui prigionieri in loro custodia. Le fotografie vennero scattate nell'area del campo di fuoco Tycze, e intorno ai villaggi di Gujay e Sukhagen. Si affermò che le foto ritraessero soldati che posavano con detenuti bendati e incappucciati durante esecuzioni simulate.
Il 24 settembre 2006 il giornalista Craig Pyes del Los Angeles Times pubblicò i risultati di una investigazione insieme all'organizzazione non-profit Crimes of War Project, dichiarando che, all'inizio del 2003, 10 membri dell'ODA 2021 del 20º Gruppo di Forze Speciali aerotrasportate della Guardia Nazionale dell'Alabama di base a Gardez, durante gli ultimi mesi del loro turno, avevano torturato un contadino e sparato, uccidendolo, a Jamal Nasir, una recluta diciottenne dell'Esercito Nazionale Afghano. Questo fatto fu guidato dal Warrant Officer Ken Waller e dallo Staff Sergent Philip Abdow. Probabilmente loro guidarono possibili testimoni in caso di investigazione.

### Gli abusi e le torture
Nel marzo del 2002 alti ufficiali della CIA autorizzarono tecniche di interrogatorio che facevano ricorso alla tortura. come il waterboarding. L'amministrazione Bush dichiarò, all'indomani degli attentati dell'11 settembre 2001, che i membri di al-Qāʿida catturati sul campo di battaglia dovevano essere tutelati dalla Convenzione di Ginevra.

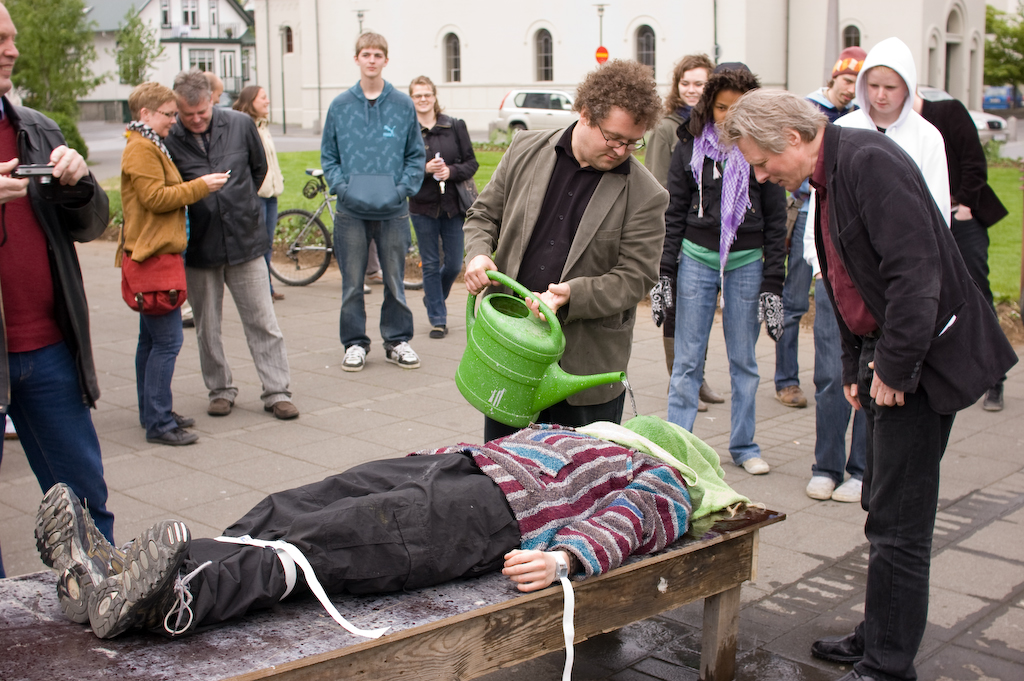
Dimostrazione del waterboarding in una protesta durante la visita di Condoleezza Rice in Islanda, maggio 2008

Le tecniche di interrogatorio andavano dalle semplici percosse, come scuotere e schiaffeggiare, fino a veri e propri metodi di tortura come: incatenare i prigionieri in posizione eretta, tenere il prigioniero in una cella fredda e bagnarlo con acqua, spostare di continuo il prigioniero nudo da una stanza con temperatura molto bassa in una con temperatura molto alta, e poi viceversa, di continuo, per ore, oppure l'utilizzo di musica, in genere "heavy metal", a volume molto alto per oltre 24 ore, per tormentare la persona e impedirle di pensare o rilassarsi. Un metodo molto noto è inoltre il waterboarding: una tecnica di tortura che consiste nell'immergere la faccia di un detenuto nell'acqua, impedendogli quindi di respirare. La tortura viene interrotta non appena si raggiunge il quasi annegamento della vittima, onde evitare che muoia, dopodiché, quando la vittima ha ripreso il fiato la tortura ricomincia. Le torture vengono in genere ripetute svariate volte a sessione, fino a quando la vittima non acconsente a fornire informazioni, spesso anche inventate, o a firmare una confessione, autentica, oppure redatta a cura dei torturatori. Gli Stati Uniti utilizzarono queste tecniche in una prigione segreta di Kabul. Più di 100 legali statunitensi dichiararono inequivocabilmente che il waterboarding è tortura. Il Senatore John McCain definì il waterboarding un'esecuzione simulata ed una "tortura molto seria". La CIA ha dichiarato di non considerare il waterboarding tortura.

### Massacro di Dasht-e Leili
Nel dicembre 2001 7 500 prigionieri talebani sopravvissuti alla rivolta nel carcere di Qala-i Jangi, vengono stivati dalle truppe del signore della guerra uzbeko Rashid Dostum, in camion portacontainer per essere trasferiti in un altro carcere di Sheberghan sotto il sole cocente, all'arrivo almeno metà dei prigionieri è morta asfissiata e vengono sotterrati in fosse comuni nel deserto di Dasht-e Leili.
La presenza sul posto anche delle forze militari statunitensi ha sollevato dubbi in merito alle responsabilità dell'accaduto.

### Rapporto Brereton
Nel 2020 un'indagine del giudice militare Paul Brereton ha rivelato 39 casi di uccisioni ingiustificate e crudeli nei confronti di civili afgani da parte delle truppe australiane dei Sas-Australian Special Air Service Regiment. Le violenze sono state commesse dal 2005 al 2016, non si sono svolte in combattimento e si riportano anche sgozzamenti di minorenni.

### Il caso dell'eroe australiano Ben Robert Smith
Nel 2023 Ben Roberts Smith un soldato australiano portato come esempio virtuoso nella guerra in Afganistan, ha citato in giudizio tre testate giornalistiche australiane per diffamazione, in quanto asserivano che avesse invece commesso delle esecuzioni extragiudiziali, il tribunale ha confermato le supposizioni dei giornalisti intimando al veterano un risarcimento.

## Vittime civili
Stando a Marc W. Herold, almeno 3 700 e più, probabilmente quasi 5 000 civili, vennero uccisi come risultato dei bombardamenti statunitensi del corso del primo anno di guerra. Lo studio di Herold ha omesso quelli uccisi indirettamente, quando i raid aerei tagliarono gli accessi agli ospedali, al cibo o all'elettricità. Allo stesso modo non sono state contate le vittime delle bombe in seguito morte per le ferite. Quando c'erano diverse cifre di morti per lo stesso episodio, nel 90% dei casi Herold ha scelto la cifra più bassa.
Alcune persone, comunque, contestano le stime di Herold. Joshua Muravchik dell'American Enterprise Institute e Carl Conetta del Progetto sulle alternative per la difesa mettono in discussione il massiccio uso da parte di Herold della Stampa islamica afghana (portavoce ufficiale dei Talebani) e lamenta che i riscontri forniti loro fossero discutibili. Conetta denuncia anche errori statistici nello studio di Herold.Lo studio di Conetta sostiene che le vittime civili sarebbero fra le 1 000 e le 1 300. Uno studio del Los Angeles Times indica il numero di morti collaterali fra i 1 067 e i 1 201.
Secondo studi della Brown University statunitense e dell'UNAMA le vittime civili, pur difficilmente calcolabili, ammonterebbero ad almeno 35000 morti.